# Witold Karpowicz

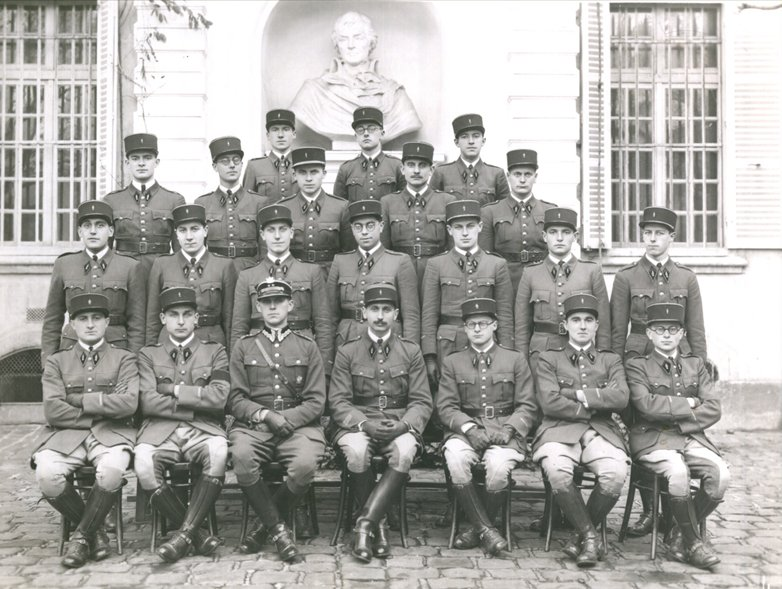
W. Karpowicz wśród kolegów w Szkole Wojskowej Inżynierii w Wersalu

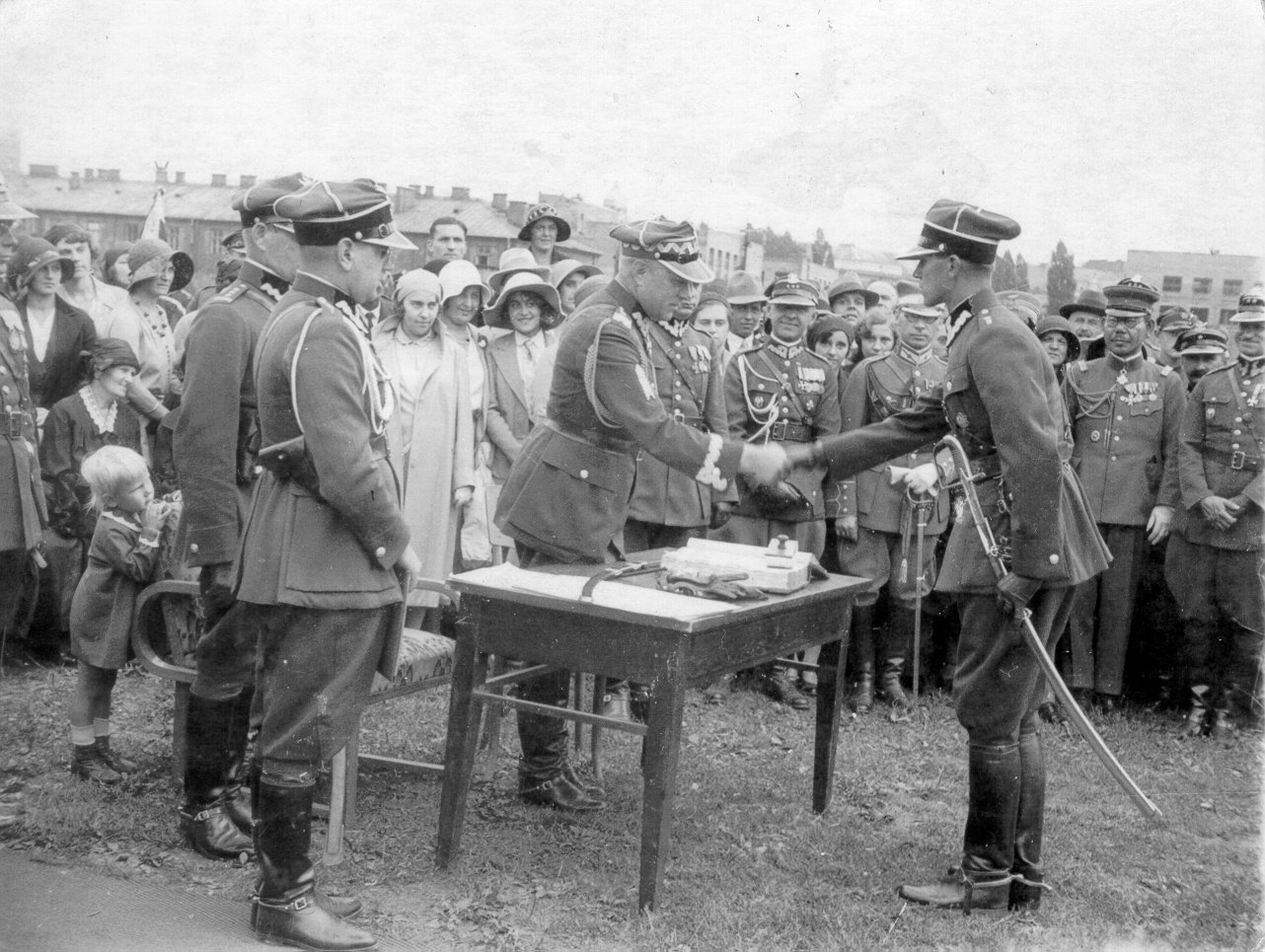
Witold Karpowicz odbiera szablę od Prezydenta z rąk gen. Berbeckiego

Witold Karpowicz (ur. 11 lipca 1905 w Rydze, zm. 5 stycznia 1975 w Warszawie) – kapitan saperów inżynier Wojska Polskiego.

## Życiorys
Był synem Bronisława Karpowicza (oficera armii rosyjskiej, właściciela majątku w miejscowości Lenkorań na Kaukazie) i Wandy z Tędziagolskich. Dzieciństwo spędził w majątku swego ojca. Do szkoły powszechnej uczęszczał w Baku. W 1923 rodzina przyjechała do Polski. W 1927 Karpowicz ukończył Państwowe Gimnazjum im. Tadeusza Reytana w Warszawie.
W latach 1928–1931 był podchorążym Szkoły Podchorążych Inżynierii w Warszawie. 15 sierpnia 1931 Prezydent RP mianował go podporucznikiem ze starszeństwem z dniem 15 sierpnia 1930 i pierwszą lokatą w korpusie oficerów inżynierii i saperów, a Minister Spraw Wojskowych wcielił do 2 batalionu mostów kolejowych w Legionowie. W nagrodę za zajęcie pierwszej lokaty otrzymał szablę od Prezydenta RP, którą wręczył mu gen. dyw. Leon Berbecki. W 1932 zdał egzaminy na Politechnikę Warszawską na Wydział Inżynierii Lądowej. Studiował w Wyższej Szkole Inżynierii w Wersalu (franc. École Supérieure de Genie), którą ukończył w 1937.
Na stopień kapitana został awansowany ze starszeństwem z dniem 19 marca 1939 i 47. lokatą w korpusie oficerów saperów, grupa liniowa. W tym czasie pełnił służbę w 2 batalionie mostów kolejowych na stanowisku oficera sztabowego do spraw wyszkolenia.
W czasie kampanii wrześniowej był dowódcą Grupy Wojsk Kolejowych Nr 11, która została zmobilizowana przez 2 batalion mostów kolejowych i przydzielona do Armii „Pomorze”. 18 września w Iłowie dostał się do niewoli niemieckiej. Przez sześć lat był więziony w kilku oflagach na terenie III Rzeszy.
W 1945 wrócił do Polski. Nostryfikował dyplom na Politechnice Warszawskiej. W latach 1945–1947 był kierownikiem odbudowy mostu przez Bugonarew w Zegrzu. W latach 1947–1955 pracował w Mostostalu jako kierownik robót przy budowie trasy W-Z i Mostu Śląsko Dąbrowskiego.
Był głównym projektantem organizacji montażu kombinatu Oświęcim. Dla Mazowieckich Zakładów Rafinerii i Petrochemii w Płocku opracował projekty organizacji montażu reformingu i komorowego koksowania. Był autorem projektów organizacji montażu na licznych budowach mostów, zakładów przemysłowych jak np. cementowni i Zakładów Azotowych w Puławach.
W 1966 został odznaczony Krzyżem Kawalerskim Orderu Odrodzenia Polski.